# Línia 8 del metro de Madrid
La Línia 8 del metro de Madrid és una línia de ferrocarril metropolità de la xarxa del metro de Madrid. Aquesta línia connecta les estacions de Nuevos Ministerios i Aeropuerto T4.